# Javad Karimi
Javad Karimisouchelmaei (Língua persa: جواد کریمی, Sari, 1 de março de 1998) é um jogador de voleibol iraniano que atua na posição de levantador.

## Carreira
Começou a jogar voleibol ainda adolescente na Karimi Brothers Volleyball Academy, em sua cidade natal Sari.
De 2017 a 2019, o levantador representou as cores do Kalleh Mazandaran, na primeira divisão do campeonato iraniano. Em 2019 foi contratado pelo Paykan Tehran, onde se tornou capitão do time.
Após passar 4 anos jogando em seu país natal, assinou contrato com o VC Greenyard Maaseik, clube do campeonato belga.
Após defender a camisa do VC Greenyard Maaseik por duas temporadas, Javad voltou ao voleibol iraniano após fechar contrato com o Eefaseram Ardakan. Ao término da temporada 2022–23, o levantador voltou novamente ao continente europeu, desta vez para disputar o campeonato romeno pelo CS Arcada Galați.

### Seleção
Pelas seleções de base conquistou três títulos: o Campeonato Asiático Sub-18 de 2014, Campeonato Asiático Sub-20 em 2014 e o Campeonato Asiático Sub-23 em 2017.
Estreou pela seleção adulta iraniana em 2018, na Copa Asiática, em Taipei, onde conquistou o prêmio individual de melhor levantador. Em 2019 foi campeão do Campeonato Asiático, em Teerã.
Em 2021 disputou os Jogos Olímpicos de Tóquio, onde terminou na nona posição. Conquistou seu segundo título do campeonato asiático ao derrotar a seleção japonesa por 3 sets a 0 levando o prêmio de melhor levantador do campeonato.

## Títulos
- Campeonato Asiático Sub-18: 2014
- Campeonato Asiático Sub-20: 2014
- Campeonato Asiático Sub-23: 2017

## Clubes
| Anos      | Clube                |
| --------- | -------------------- |
| 2017–2019 | Kalleh Mazandaran    |
| 2019–2020 | Paykan Tehran        |
| 2020–2022 | VC Greenyard Maaseik |
| 2022–2023 | Eefaseram Ardakan    |
| 2023–     | CS Arcada Galați     |

## Prêmios individuais
- 2014: Campeonato Asiático Sub-19 – Melhor levantador
- 2016: Campeonato Asiático Sub-19 – Melhor levantador
- 2018: Copa Asiática – Melhor levantador
- 2021: Campeonato Asiático – Melhor levantador